# Miles Away〜遙かなる君へ
Miles Away〜遥かなる君へ（マイルズ・アウェイ はるかなるきみへ）はWILD STYLEの5枚目のシングル。

## 内容
表題曲を収録した2枚目のアルバム「Cryin'」と同時発売。

## 収録曲
全曲　作詞：有待雅彦　作曲・編曲：原一博
1. Miles Away〜遥かなる君へ
2. Little Girl
3. Miles Away〜遥かなる君へ (inst.)